# Luis García Ruiz
Luis García Ruiz   (Màlaga, 8 de març de 1877 - Palma, 9 de setembre de 1949) fou un militar espanyol que participà en l'alçament militar contra la Segona República el juliol de 1936 i tingué un paper destacat en les primeres setmanes a Mallorca.
Fill d'un coronel d'Infanteria acabà el batxillerat a les Filipines. El 1895, ingressà amb el número u a l'Acadèmia General Militar de Guadalajara, al cos d'Enginyers. El 1901, fou destinat a Mallorca amb el grau de tinent i, el novembre de 1907, es casà amb Isabel Rosselló Alemany, de qui nasqueren els seus sis fills, entre els quals destaca l'arquitecte Antoni García-Ruiz (1915-2003).
Substituí Eusebi Estada en la direcció de les obres de la línia del ferrocarril de Palma-Llucmajor-Campos-Ses Salines-Santanyí (1917) i en la de l'estació de Palma al seu port, en túnel. Com a enginyer militar projectà les bateries d'alguns punts de l'illa i n'estudià la seva defensa. Fou ajudant del general Valerià Weyler a l'Estat Major Central i serví tres anys a Maó. Col·laborà amb el general Franco quan aquest fou nomenat, el 1933, comandant militar de les Illes Balears. Fins a la fi de la Guerra Civil, García Ruiz arribà a ocupar en 18 ocasions aquest càrrec, accidentalment. Com a tal declarà l'estat de guerra l'octubre de 1934 i destituí l'Ajuntament de Palma, suspenent el batle Emili Darder de les seves funcions. Durant la Segona República, presidí el Círculo Mallorquín. Durant el seu manament mai no permeté que s'hi interpretàs l'himne de Riego.

## Guerra Civil
En esclatar la Guerra Civil, García Ruiz era tinent coronel d'Enginyers. El 19 de juliol, poc abans de la partida cap a Barcelona, el general Manuel Goded el nomenà governador civil. Les mesures immediates que adoptà foren la repressió de la vaga general declarada tot just començat l'Alçament, la destitució de totes les comissions gestores municipals i les dels funcionaris desafectes, la clausura dels sindicats i dels partits, la designació dels nous batles, entre d'altres. La duresa amb les quals s'aplicaren les mesures esmentades li valgué els primers topaments amb el comandant militar de Mallorca, el coronel d'Infanteria Aurelio Díaz de Freijo. Amb altres caps militars, i contra el parer del comandant militar Díaz de Freijo, feu empresonar l'emissari de la Generalitat de Catalunya, Carlos Soto Romero. La nit del 30 d'agost del 1936, els caps militars de la Comandància de Mallorca el nomenaren cap de les forces d'operacions del front de Manacor, en substitució del coronel Emilio Ramos Unamuno. Lliurà el govern civil al tinent de la Guàrdia Civil Antonio Álvarez-Ossorio. Dirigí la contraofensiva que recuperà Pula i Son Corb. El setembre, ocupà interinament la comandància militar. Poc després, fou ascendit a coronel i destinat a la Península en qualitat de comandant d'Enginyers. Feu la campanya del Nord des d'Àlaba fins a Gijón i Avilès. Arran de l'ocupació de Bilbao, li fou concedida la medalla d'or de la ciutat. En acabar la campanya del Nord, fou nomenat comandant general d'Enginyers i passà a la campanya del Sud, a les ordres directes del general Gonzalo Queipo de Llano.

## Honors
El 21 de desembre de 1936, l'Ajuntament de Manacor nomenà Luis García Ruiz fill adoptiu. Un cop acabada la Guerra, fou ascendit a general per mèrits de guerra, atès que ocupava el número vuit de l'escala. El 9 de maig de 1939, fou proclamat fill adoptiu de Mallorca per l'Ajuntament de Palma, en funcions de capital de l'illa, en atenció als serveis prestats. De l'agost de 1940 al març de 1942, fou governador militar de Mallorca. En la postguerra, formà part de la Federació Balear d'Escacs i presidí l'Ajedrez Mallorca Club. El 1979, l'Ajuntament de Palma li dedicà la plaça de la Porta del Camp, un honor que durà poc temps. En aplicació de la Llei de memòria històrica, el 4 de maig de 2009, el ple de l'Ajuntament de Manacor decidí retirar a García Ruiz el títol de fill adoptiu.